# Simone Minelli
Simone Minelli est un footballeur italien né le 8 janvier 1997 à Carpi. Il évolue au poste de milieu terrain.

## Carrière
- 2014-201. : AC Fiorentina ( Italie)

## Palmarès
- Finaliste du championnat d'Europe des moins de 19 ans 2016 avec l'équipe d'Italie des moins de 19 ans